# 吉勒斯·米勒
吉勒斯·米勒（德語：Gilles Müller，1983年5月9日—），盧森堡職業網球運動員。他在2005年美國網球公開賽中擊敗了美國本土知名球員安迪·羅迪克，一舉成名。但在次輪比賽中以6–1、6–1、 6–4的比分敗給同為美國選手的羅比·吉內普里。他還曾在2005年和2017年的溫網中兩次戰勝了四號種子納達爾。 另外曾在2004年的Legg Mason Tennis Classic準決賽中戰勝阿格西，只是在決賽中不敵休伊特。
在2006年，他闖入了百慕大公開賽的決賽和卡薩布蘭卡公開賽的半決賽。
在2008年的美國網球公開賽中，他在首輪以6-4、6-0、4-6、6-4戰勝了法國選手Laurent Recouderc；第二輪以2-6、2-6、7-6、6-3、6-3的比分戰勝了托米·哈斯；第三輪中，他以6-7、3-6、7-6、7-6、7-5的比分戰勝了第18號種子，來自西班牙的Nicolas Almagro。在第四輪中，他戰勝了俄羅斯的5號種子達維登科。但後來不敵2號種子費德勒，止步8強。

## 外部連結
- Homepage of Gilles Müller
- 吉勒斯·米勒（英文/西班牙文）的官方資料
- 吉尔·穆勒的國際網球總會 職業／青少年 官方資料（英文）
- 吉勒斯·米勒的官方資料（英文）
- Muller Recent Match Results
- Muller World Ranking History
- Luxembourg Men Recent Match Results